# Salve rociera

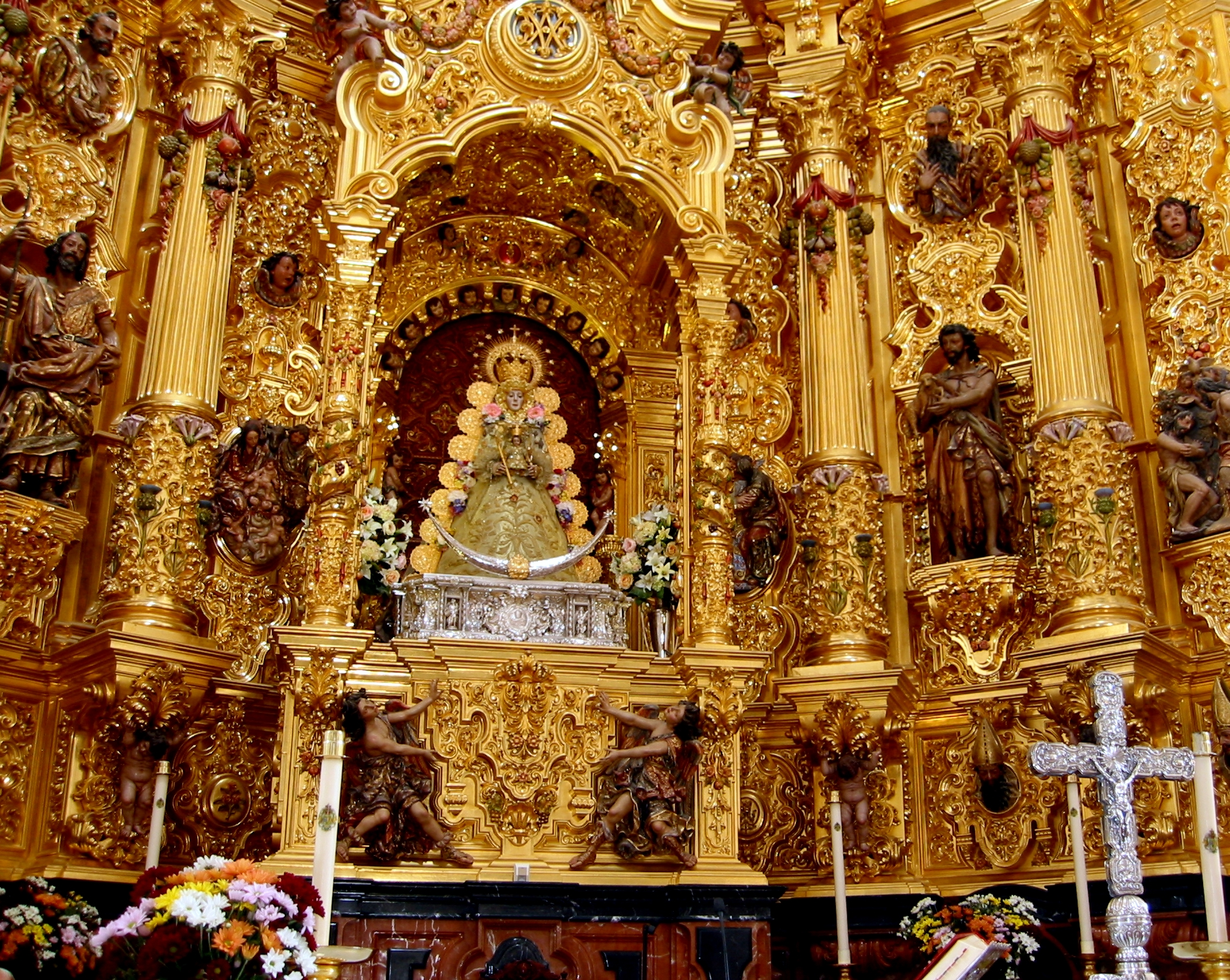
Statue de pèlerinage de Marie à El Rocío.

Salve rociera ou Salve a la Virgen del Rocío ou Salve del olé est une célèbre chanson de prière catholique andalouse.
Les paroles sont écrites par Rafael de León et la musique est de Manuel Pareja Obregón (es) qui s'est inspiré d'un air médiéval de galoubet et tambourin.
Elle est composée à l'origine pour le pèlerinage d'El Rocío, en Andalousie.

## Interprétation
Initialement composée pour les messes et processions du pèlerinage d'El Rocío, elle est aussi interprétée par plusieurs chanteurs vedettes et par des chorales, en concert ou lors de messes.
Elle a notamment été chantée lors de la messe de funérailles de la reine Fabiola le 12 décembre 2014 à la cathédrale Saints-Michel-et-Gudule de Bruxelles ; le roi Juan-Carlos bouge ses lèvres en l'écoutant ; la chanson est accompagnée aux castagnettes par la marquise Bianca de Ahumada, nièce de Fabiola,.

## Description
Les paroles de ce chant de prière sont composées de deux séries de deux couplets, entrecoupées et terminées par un refrain, entonné parfois par un chœur (estribillo en espagnol).
Le nombre de fois où la séquence du refrain « Al rocío yo quiero volver... olé » est repris, ainsi que le nombre de « olé », varient selon les interprétations.
| Paroles en espagnol 1 Dios te salve María del Rocío Señora. Luna, Sol, Norte y Guía y pastora celestial. 2 Dios te salve María todo el pueblo te adora y repite a porfía : Como tu no hay otra igual. Refrain Olé, olé, olé, olé, olé, olé, olé, olé, olé, olé, olé, olé, olé, olé, olé, olé, olé, olé, olé. Al Rocío yo quiero volver a cantarle a la Virgen con fe con un ... (BIS) 3 Dios te salve María manantial de dulzura. A tus pies noche y día te venimos a rezar. 4 Dios te salve María un rosal de hermosura. Eres tu Madre mía de pureza virginal. Refrain Olé, olé, olé, olé, olé, olé, olé, olé, olé, olé, olé, olé, olé, olé, olé, olé, olé, olé, olé. Al Rocío yo quiero volver a cantarle a la Virgen con fe con un ... (BIS o TER) | Traduction française 1 Je te salue Marie, Dame del Rocio Lune, Soleil, Guide et Bergère céleste. 2 Je te salue Marie, Le peuple te vénère Et répète à l'envi Que nul ne t'égale. Refrain Olé, olé, olé, olé, olé, olé, olé, olé, olé, olé, olé, olé, olé, olé, olé, olé, olé, olé, olé, Je veux revenir à El Rocío, Prier la Vierge avec ferveur avec ... (BIS) 3 Je te salue Marie, Source de douceur, A tes pieds nuit et jour Nous venons te prier. 4 Je te salue Marie, Rosier de beauté, Ô toi, ma mère, A la pureté virginale. Refrain Olé, olé, olé, olé, olé, olé, olé, olé, olé, olé, olé, olé, olé, olé, olé, olé, olé, olé, olé, Je veux revenir à El Rocío, Prier la Vierge avec ferveur avec ... (BIS ou TER) |